# Focke-Wulf
Focke-Wulf Flugzeugbau AG fue un fabricante aeronáutico alemán. La empresa fue constituida bajo dicho nombre el 1 de enero de 1924 y su primer diseño fue un avión de pasajeros (el Focke-Wulf A 16), aunque anteriormente estos dos ex pilotos durante la I Guerra Mundial habían diseñado y construido otros modelos. Muchos de sus diseños más exitosos fueron construidos durante la Segunda Guerra Mundial como lo fueron sus versiones del caza Focke-Wulf Fw 190.

## Desde la fundación hasta finales de la Segunda Guerra
La compañía fue fundada en Bremen el 1 de enero de 1924 como Bremer Flugzeugbau AG por el Prof. Henrich Focke, Georg Wulf y el Dr. Werner Naumann. Inmediatamente la renombraron Focke-Wulf Flugzeugbau AG, más tarde Focke-Wulf Flugzeugbau GmbH. Inicialmente produjo muchos aviones comerciales, típicamente de alas delgadas montadas en fuselajes gruesos. Probando uno de estos, el Focke-Wulf F 19 Ente  murió, Georg Wulf el 29 de septiembre de 1927. Uno de los más famosos fue el tetramotor Focke-Wulf Fw 200.

### Llega Kurt Tank
En 1931, bajo presión gubernamental, Focke-Wulf se unió a Albatros Flugzeugwerke de Berlín. El ingeniero de recursos y piloto de pruebas Kurt Tank de Albatros se convirtió el director del Departamento Técnico. Empezó inmediatamente a estudiar el Fw 44 Stieglitz (jilguero).

### El primer helicóptero
El primer helicóptero completamente controlable (en oposición al autogiro) fue el Focke-Wulf Fw 61.

### Sale Focke
En 1937 los accionistas desbancaron a Henrich Focke, y el fundó junto a Gerd Achgelis, Focke Achgelis para especializarse en helicópteros. Mientras tanto Tank había diseñado el avión de pasajeros Fw 200 Condor (cóndor), el cual podía atravesar el Océano Atlántico sin parar. Más tarde sería empleado como bombardero.

### El Fw-190 Wurger
El Fw 190 Würger (Alcaudón), diseñado en 1938 y producido en grandes cantidades desde 1941 a 1945, fue unos de los principales cazas monomotor de la Luftwaffe durante la Segunda Guerra Mundial.

### Otros diseños
Otros aviones militares Focke-Wulf fueron:
- Focke-Wulf Fw 58
- Fw 159 Caza prototipo (no entró en producción)
- Fw 187 Falke (Falcon) Caza pesado ("Zerstörer")
- Fw 189 Reconocimiento táctico
- Ta 152 Interceptor de alta cota
- Focke-Wulf Fw 200

### Comienzan los bombardeos aliados
Desde 1940 la Focke-Wulf sabía que Bremen era un blanco de bombardeo británico natural; en los próximos meses fueron fuertemente bombardeados. Las plantas de producción masiva se movieron al este de Alemania y a Polonia, usando muchos extranjeros y mano de obra esclava y desde 1944 también prisioneros de guerra. Solo los oficinistas permanecieron en Bremen.

## Posguerra
Como parte del Complejo Militar-Industrial de Alemania , a Focke-Wulf no se le permitió que produjera aviones hasta muchos años después de acabada la guerra. Kurt Tank, como muchos otros técnicos alemanes, continuó su vida profesional en Latinoamérica. La restricción en la producción de aviones le permitió a Alemania en 1951, específicamente a Focke-Wulf, empezar a producir planeadores. La producción de aviones motorizados comenzó nuevamente en 1955, con la fabricación de entrenadores para las fuerzas de Alemania.
Focke-Wulf demandó a Estados Unidos para ganar US$27 millones en compensación en los años 1960 por los daños infligidos por los Aliados en las plantas Focke-Wulf por los bombardeos.
En 1961, Focke-Wulf, Weserflug y Hamburger Flugzeugbau unieron fuerzas en Entwicklungsring Nord (ERNO) para desarrollar cohetes. Focke-Wulf formalmente se unió a Weserflug en 1964, convirtiéndose en Vereinigte Flugtechnische Werke (VFW).

## Aviones de Focke-Wulf
- Focke-Wulf A 16
- Focke-Wulf A 17
- Focke Wulf S 1/S 2
- Focke Wulf W 4
- Focke Wulf S 24 Kiebitz
- Focke-Wulf Fw A 20 Habicht
- Focke Wulf L 101 D Albatros
- Focke Wulf S 39
- Focke Wulf Fw 43 Falke
- Focke-Wulf F 19 Ente
- Focke-Wulf Fw 44 Stieglitz (Goldfinch), Entrenador (biplano)
- Focke-Wulf Fw 47
- Focke-Wulf Fw 56 Stösser (Falcon Hawk), Entrenador (monoplano parasol)
- Focke-Wulf Fw 57, Caza pesado bimotor + bombardero (prototipo)
- Focke-Wulf Fw 58 Weihe , Entrenador, transporte ligero
- Focke-Wulf Fw 61, helicóptero (prototipo)
- Focke-Wulf Fw 62, reconocimiento marítimo (hidroavión biplano)
- Focke-Wulf Ta 152, Caza/Interceptor (derivado del Fw 190)
- Focke-Wulf Ta 154 Moskito (Mosquito), Caza nocturno
- Focke-Wulf Fw 159, Caza (prototipo)
- Focke-Wulf Ta 183 Huckebein Caza Jet (prototipo)
- Focke-Wulf Fw 186, autogiro de reconocimiento(prototipo)
- Focke-Wulf Fw 187 Falke (Halcón), Caza pesado bimotor ("Zerstörer")
- Focke-Wulf Fw 189 Uhu (Búho), Observador avanzado bimotor/reconocimiento táctico
- Focke-Wulf Fw 190 Würger (Alcaudón), Caza interceptor
- Focke-Wulf Fw 191, Bombardero bimotor (prototipo)
- Focke-Wulf Fw 200 Condor, Avión de pasajero tetramotor + Patrulla marítima Bombardero

## Diseños no terminados
- Focke-Wulf Ta 153 Prototipo de una evolución de Ta 152
- Focke-Wulf Fw 259 Frontjäger (concepto)
- Focke-Wulf Ta 283
- Focke-Wulf Fw 300 Versión de gran autonomía del Fw 200
- Focke-Wulf Fw 400
- Focke-Wulf Fw P.0310.025-1006
- Focke-Wulf Fw Triebflügel
- Focke-Wulf VTOL Project
- Focke-Wulf Fw 1000x1000x1000 Serie de bombarderos
- Focke-Wulf Fw Super Lorin Caza ramjet-cohete